# حجت أباد (بياض)
حجت أباد (بالفارسية: حجت‌آباد) هي قرية تقع في إيران في قسم بیاض الريفي. يقدر عدد سكانها بـ 581 نسمة بحسب إحصاء 2016.